# Eric J. Christensen
Eric J. Christensen (1977) è un astronomo statunitense.
Ha conseguito un diploma BFA con specializzazione in scultura in ceramica presso l'Università dell'Arizona. Lavora presso il Catalina Sky Survey occupandosi della creazione di programmi e cataloghi.

## Scoperte
Christensen ha scoperto o coscoperto all'11 marzo 2022 venticinque comete tra comete periodiche e comete non periodiche.
In ordine di scoperta:
| Cometa                         | nome alternativo       | Data di scoperta  | Fonti         |
| ------------------------------ | ---------------------- | ----------------- | ------------- |
| 210P/Christensen               | Christensen 1          | 26 maggio 2003    | [ 3 ]         |
| 164P/Christensen               | Christensen 2          | 21 dicembre 2004  | [ 4 ]         |
| C/2005 B1 Christensen          | -                      | 16 gennaio 2005   | [ 5 ]         |
| 286P/Christensen               | Christensen 3          | 13 giugno 2005    | [ 6 ]         |
| 170P/Christensen               | Christensen 4          | 17 giugno 2005    | [ 7 ] [ 8 ]   |
| P/2005 O2 Christensen          | Christensen 5          | 31 luglio 2005    | [ 9 ]         |
| P/2005 T2 Christensen          | Christensen 6          | 7 ottobre 2005    | [ 10 ]        |
| 316P/LONEOS-Christensen        | LONEOS-Christensen 1   | 22 ottobre 2005   | [ 11 ] [ 12 ] |
| P/2005 W2 Christensen          | Christensen 7          | 20 novembre 2005  | [ 13 ]        |
| P/2006 F2 Christensen          | Christensen 8          | 23 marzo 2006     | [ 14 ] [ 15 ] |
| 287P/Christensen               | Christensen 9          | 14 settembre 2006 | [ 16 ]        |
| 383P/Christensen               | Christensen 10         | 16 settembre 2006 | [ 17 ]        |
| 422P/Christensen               | Christensen 11         | 22 settembre 2006 | [ 18 ]        |
| 266P/Christensen               | Christensen 12         | 27 ottobre 2006   | [ 19 ]        |
| C/2006 W3 Christensen          | -                      | 18 novembre 2006  | [ 20 ]        |
| C/2006 YC Catalina-Christensen | -                      | 16 dicembre 2006  | [ 21 ]        |
| P/2007 A2 Christensen          | Christensen 13         | 10 gennaio 2007   | [ 22 ] [ 23 ] |
| 411P/Christensen               | Christensen 14         | 17 gennaio 2007   | [ 24 ]        |
| 298P/Christensen               | Christensen 15         | 9 febbraio 2007   | [ 25 ]        |
| C/2013 K1 Christensen          | -                      | 18 maggio 2013    | [ 26 ]        |
| C/2014 H1 Christensen          | -                      | 24 aprile 2014    | [ 27 ]        |
| C/2014 M2 Christensen          | -                      | 25 giugno 2014    | [ 28 ]        |
| C/2014 W7 Christensen          | Christensen 16         | 22 novembre 2014  | [ 29 ] [ 30 ] |
| P/2016 A2 Christensen          | Christensen 17         | 2 gennaio 2016    | [ 31 ]        |
| 443P/PanSTARR-Christensen      | PanSTARR-Christensen 1 | 2 marzo 2022      | [ 32 ]        |

## Riconoscimenti
Gli è stato dedicato un asteroide, 13858 Ericchristensen.